# Evans Lake
Evans Lake är en sjö i Kanada.   Den ligger i provinsen British Columbia, i den sydvästra delen av landet, 3 500 km väster om huvudstaden Ottawa. Evans Lake ligger 131 meter över havet. Arean är 2,4 kvadratkilometer.
I omgivningarna runt Evans Lake växer i huvudsak blandskog. Runt Evans Lake är det ganska tätbefolkat, med 166 invånare per kvadratkilometer.